# Giardia lamblia
Giardia lamblia, även känt som Giardia intestinalis och Giardia duodenalis, är en protozo med flageller av släktet Giardia.
Det är en parasit som kan orsaka infektioner och den lever då i människans tolvfingertarm och tunntarm. Infektionen orsakar oftast diarré och magkramper. Ibland får den sjuka även feber och tappar aptiten. Parasiten finns spridd i hela världen men är vanligast i länder med dålig hygien och i tropiska och subtropiska länder.
Till formen är den som ett päron, 12-15 μm lång och 2-4 μm tjock, och har små spröt, flageller, sammanlagt åtta stycken, med vilka den rör sig. Det är en encellig organism men cellen har två kärnor och i mikroskop ser det nästan ut som om parasiten skulle ha ögon. Ena sidan av parasiten täcks av en "sugskiva" med vilken parasiten fäster sig på slemhinnans yta på värddjuret.

## Historia
Den första dokumentationen av parasiten Giardia lamblia gjordes 1681 av Antonie van Leeuwenhoek, även känd som ”mikrobiologins fader”. van Leeuwenhoek konstruerade linser som användes i flera av hans egentillverkade mikroskop, vilket även möjliggjorde upptäckten av G. lamblia. Han upptäckte den när han undersökte sin egen avföring i ett av sina mikroskop. Nästa gång parasiten beskrevs var 1859 av Vilem Dusan Lambl. Han gav den namnet Cercomonas intestinalis. Raphael Anatole Émile Blanchard gav parasiten namnet Lamblia intestinalis 1888. Parasiten fick namnet Giardia lamblia 1915, då Charles Wardell Stiles ville hedra det arbete som lagts ner av Doktor Lambl i Prag och Professor Alfred Mathieu Giard i Paris.

## Uppbyggnad
Trofozoiter av släktet Giardia har en päronformad kropp med två morfologiskt identiska cellkärnor, som vardera innehåller ett inre och ett yttre cellmembran. Åtta flageller, uppdelade i fyra par, sträcker sig ut från kroppens ventrala sida (det vill säga dess undersida). Organismen har även en så kallad ventral disk, en sugkopp med vilken den fäster vid tarmens yta. I avsaknad av värd skyddas den av en cysta, i vilken den transporteras mellan värdar. 
Vid infärgning framträder organismens karaktäristiska ansiktsliknande struktur, där kärnorna liknar ögon, det främre flagellparet ögonbryn och mediankroppen en mun.

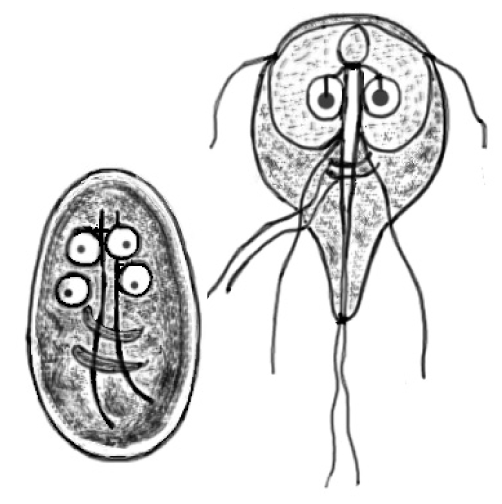
Till höger en teckning där den ansiktsliknande strukturen framgår. Till vänster en teckning av cystan.

Den ventrala disken är unik för släktet Giardia. Den är belägen i den främre delen av organismen. Disken består av ett cellskelett uppbyggt av ett lager mikrotubuli, långa ihåliga proteiner. Detta lager ligger strax under det cellmembran som omger organismen. Från cellskelettet sträcker sig fibrösa proteiner, på engelska "dorsal ribbons", in i cytoplasman, mot organismens ryggsida. Cellskelettet är uppbyggt som en spiral, där mikrotubuli sträcker sig moturs (sett underifrån) från en punkt som ligger i höjd med cellkärnorna. Denna struktur återspeglas i att den ventrala diskens kant, lateral crest, överlappar sig själv och bildar ett spiralmönster på diskens yta. Giardia fäster med sugkoppen genom att ändra diskens form. Ytan, som i utgångsläge är platt, blir konkav, medan kanten viks inåt.
En annan struktur som är unik för Giardia är den så kallade mediankroppen. Den består av mikrotubuli och befinner sig inuti organismens kropp, men i en population kan många av individerna sakna denna struktur. Dess form och läge varierar mellan arterna inom släktet Giardia, vilket kan utnyttjas för att skilja dem åt. Mediankroppens funktion är okänd, men flera hypoteser har föreslagits, exempelvis att den är en reservoar för mikrotubuli eller att den stabiliserar mikrotubuli mellan celldelar. Andra teorier är att mediankroppen är platsen där mikrotubuli eller den ventrala disken bildas. Var och en av G. lamblias åtta flageller växer fram ur en egen så kallad basalkropp. I alla eukaryoter bildar dessa organeller de mikrotubuli som flagellerna är uppbyggda av. Dessa är grupperade på organismens ventrala sida, mellan och en aning framför de två kärnorna. Det har föreslagits att basalkropparna, förutom att bilda flagellerna, även har en viktig roll i cellsignaleringen.
Giardia lamblias åtta flageller är täckta av plasmamembran och uppdelade i fyra par. Flagellerna är trofozoitens rörelseorgan och har olika funktioner. Som hos andra eukaryoter är G. lamblias flageller uppbyggda av mikrotubuli. Med hjälp av dessa kan organismen ta upp föda och simma omkring inne i tunntarmen. De nyttjas även när trofozoiten ska fästa till tunntarmsväggen.
Cystan är nödvändig för trofozoitens överlevnad utanför sin värd. Giardias cystor har en diameter på 8-12 µm. Cystväggen är mellan 0,3 och 0,5 µm tjock. Den är uppbyggd av kolhydrater och tunna fibrösa proteiner som är cirka 250 nm i diameter. Cystväggen har en inre och en yttre del. En cysta kan överleva under flera månader i avsaknad av en värd. Cystan är känslig för påfrestningar i miljön som exempelvis hög osmotisk potential (osmotisk chock), pH- och temperaturförändringar. Undersökningar har visat att cystornas livslängd i vatten påverkas under olika temperaturer. Cystor som lagrats i 8-, 21- och 37- gradigt kranvatten överlevde i 77, 24 respektive 4 dagar. Vid frysning och upptining av vattnet överlevde inga cystor, samma resultat vid kokning.
Giardia lamblia indelas i åtta olika genotyper (A-H), som bara kan skiljas åt genom molekylär analys. Genotyperna A och B infekterar människan och genotyperna C-H är specifika för olika djur.

## Livscykel
Giardia förekommer under sin livscykel i två olika stadier. Dels ett infekterande, vilande stadium i form av en cysta. Övergången till cyststadiet sker under den så kallade encystationen. Excystationen ger upphov till trofozoitstadiet, ett sjukdomsframkallande stadium som involverar replikation av trofozoiten.
Encystationen är processen då cystan bildas i de centrala delarna av tunntarmen. Detta genom att den svarar på ett yttre stimuli, vilket aktiverar encystationsspecifika gener som reglerar uppbyggnaden av en smittsam cysta. Kärndelningar och demontering av organeller är andra processer som sker under encystationen. Gallsalterna i tunntarmen stimulerar encystationen. När trofozoiten går in i encystationsstadiet ändras dess form från päronformad till en sfärisk form. Cystorna som bildas i tarmkanalen följer med avföringen ut. Trofozoiterna följer också med avföringen men till skillnad från cystorna överlever de inte utanför värden. Cystan kan sedan smitta en ny värd genom oral-fekal överföring.
Excystation kallas den process där trofozoiten frigör sig från cystan i tunntarmen. Magsyran i värdens magsäck utlöser excystationen som fortsätter i tunntarmen. Med hjälp av ”sugkoppen” kan den sedan fästa till mikrovilli på tunntarmens insida och blockera näringsintaget, vilket kan leda till diarré eller malabsorption. 

Livscykeln hos protozon giardia lamblia. En människa äter eller dricker föda kontaminerade med giardia lamblia-cystor. Dessa aktiveras i tarmer och förökar sig asexuellt. Endast en tredjedel av bärarna uppvisar symptom. Båder cystor och trophozoiter kan ses i avföringen. Endast cystorna överlever utanför mag-tarmkanalen.

## Reproduktion
Giardia reproducerar sig asexuellt genom binär fission (celldelning hos prokaryoter), detta sker i tolvfingertarmen och i övre delen av tunntarmen. Celldelningen påbörjas 5-10 minuter efter att trofozoiten brutit sig ut från cystan och fäst till tunntarmens epitel med hjälp av ventrala disken. Varje cysta producerar två trofozoiter, vissa av de trofozoiter som produceras genomgår encystation i krumtarmen (tunntarmens slut parti). Om det är frågan om asexuell reproduktion har länge varit omdiskuterat eftersom studier har visat att Giardia bär på specifika gener som stödjer en mitotisk rekombination. Celldelningen kan gå till på tre olika sätt, ventral-ventral, dorsal-dorsal och ventral-dorsal. Varför Giardia använder sig av tre olika typer av celldelning är okänt.

## Giardiasis
Den vanligaste orsaken till infektion av Giardia lamblia är att man dricker vatten kontaminerat med cystor. Mindre vanligt är överföring av cysta till värd via mat och fekal-oral kontakt. Giardia lamblia sätter sig i de övre delarna av tunntarmen hos människor och andra ryggradsdjur. Den fäster till tunntarmen med hjälp av ”sugkoppen” och orsakar sjukdomen giardiasis.
Genom att förtära mat och vatten som innehåller cystor, blir människor smittade av giardiasis. Det räcker med 10 cystor för att bli smittad. Cystorna lämnar värden via avföringen och en smittad person utsöndrar 1-10 miljarder cystor dagligen i avföringen. Giardia kan överföras från människa till människa men också från djur till människa. Djur som kan bli smittade inkluderar både vilda och tama djurarter.
Symtom vid infektion av giardiasis börjar uppstå vanligen 1 till 3 veckor efter att personen blivit smittad. Symtomen kan pågå i 1 till 2 veckor, i vissa fall har inga symtom hos människor visats. Akuta symtom innefattar magbesvär såsom magkramper, illamående, kräkningar, diarré, som kan leda till uttorkning, och avföring som har en viss tendens att flyta. Mindre vanliga kännetecken är svullnader i ögon och leder, klåda och nässelfeber.
För att behandla giardiasis kan man använda läkemedel. De mest resultatrika läkemedlen är metronidazol, tinidazol och nitazoxanid (alla dessa läkemedel är anti-parasitära).
| Läkemedel    | Behandlingsperiod     | Eventuella biverkningar                                                                     |
| ------------ | --------------------- | ------------------------------------------------------------------------------------------- |
| Metronidazol | 5-7 dagar             | Illamående, kräkningar, yrsel, huvudvärk, metallsmak, disulfiram-liknande effekt            |
| Tinidazol    | 2 000 mg i engångsdos | Illamående, kräkningar, rapningar, yrsel, huvudvärk, metallsmak, disulfiram-liknande effekt |
| Nitazoxanid  | 3 dagar               | Huvudvärk, kräkningar, gul-grön missfärgning av urinen, buksmärta, diarré                   |

Tabellen hämtad från Huang, White.